# Montes de Picaza
Los montes de Picaza conforman una sierra del Sistema Ibérico, en España. Tiene una orientación noroeste-sureste y se extiende en el sureste de la provincia de Guadalajara, entre los ríos Gallo, al noreste, y Cabrillas y Bullones, al suroeste, los tres afluentes del río Tajo.
La altitud es mayor al sur que al norte, y tiene su máxima cota en el Torrejón (1466 m s. n. m.). Si bien, su prominencia media no llega a los 200 m. Otras cumbres destacables son el cerro de San Antón (1437 m s. n. m.), el Francés (1432 m s. n. m.), el Matilla (1381 m s. n. m.), el Rocho del Tío Braulio (1342 m s. n. m.) y Cabeza Fuembellida (1323 m s. n. m.).
En parte de la sierra se extiende un espacio natural y es aledaña al parque natural del Alto Tajo.
En los valles del piedemonte de los montes de Picaza se asientan poblaciones como Adobes, Anquela del Pedregal, Chera, Fuembellida, Otilla, Pinilla de Molina, Piqueras, Prados Redondos Terzaga, Tierzo, Tordellego, Torrecuadrada de Molina, Torremochuela y Traíd

## Cartografía
- Hojas 514 y 514 a escala 1:50 000 del Instituto Geográfico Nacional.

- Datos: Q6022731
- Multimedia: Montes de Picaza / Q6022731